# Санґродз
Санґродз (пол. Sangrodz) — село в Польщі, у гміні Уязд Томашовського повіту Лодзинського воєводства.
Населення — 362 особи (2011).
У 1975-1998 роках село належало до Пйотрковського воєводства.

## Демографія
Демографічна структура станом на 31 березня 2011 року:
|          | Загалом | Допрацездатний вік | Працездатний вік | Постпрацездатний вік |
| -------- | ------- | ------------------ | ---------------- | -------------------- |
| Чоловіки | 179     | 56                 | 109              | 14                   |
| Жінки    | 183     | 32                 | 111              | 40                   |
| Разом    | 362     | 88                 | 220              | 54                   |